# Gema Umbrasienė
Gema Umbrasienė (* 9. April 1958 in Šiauliai; † 23. Februar 2024) war eine litauische grüne Politikerin, ehemalige Bürgermeisterin von Panevėžys.

## Leben
Nach dem Abitur 1975 an der 10. Mittelschule Šiauliai absolvierte Gema Umbrasienė  1980 das Studium an der Wirtschaftsfakultät der Vilniaus universitetas.
Von 1990 bis  1991 war sie Bürgermeisterin von Panevėžys. Von 1992 bis 2003 arbeitete in den Banken und Unternehmen in Panevėžys. Von  2004 bis 2008 war sie Leiterin von Bezirk Panevėžys.
Von 2008 bis 2011 war sie stellvertretende Bürgermeisterin von Panevėžys. Von 2011 bis 2015 war sie Mitglied im Stadtrat Panevėžys. Sie nahm bei Parlamentswahl in Litauen 2020 teil.
Gema Umbrasienė lehrt am Institut Panevėžys der Kauno technologijos universitetas.
Gema Umbrasienė war stellv. Vorsitzende der LŽP. Sie war Mitglied der Lietuvos valstiečių liaudininkų sąjunga.

## Familie
Sie war verheiratet und hat einen Sohn.